# Cycas sphaerica
Cycas sphaerica Roxb., 1832 è una pianta appartenente alla famiglia delle Cycadaceae, endemica dell'India.

## Descrizione
È una cicade con fusto eretto, alto sino a 5 m e con diametro di 9–27 cm.
Le foglie, pennate, lunghe 95–185 cm, sono disposte a corona all'apice del fusto e sono rette da un picciolo lungo 27–50 cm, spinescente; ogni foglia è composta da 28–75 paia di foglioline lanceolate, con margine intero, lunghe mediamente 18–27 cm, di colore verde scuro.
È una specie dioica con esemplari maschili che presentano microsporofilli disposti a formare strobili terminali di forma strettamente ovoidale, lunghi circa 45 cm e larghi circa 10 cm, di colore rosso arancio ed esemplari femminili con macrosporofilli lunghi 20–25 cm, disposti sulla parte sommitale del fusto, con l'aspetto di foglie pennate, con margine spinescente, che racchiudono gli ovuli, in numero di 2-5.  
I semi sono grossolanamente sferici, da cui deriva il nome della specie, lunghi circa 25 mm, ricoperti da un tegumento di colore giallo.

## Distribuzione e habitat
C. sphaerica è endemica della regione dei Ghati orientali, nell'India orientale (Andhra Pradesh, Karnataka, Orissa, Tamil Nadu).

## Conservazione
La IUCN Red List classifica C. sphaerica come specie su cui non ci sono dati sufficienti per stabilire il rischio di estinzione.

La specie è inserita nella Appendice II della Convention on International Trade of Endangered Species (CITES)